# Бару, Илья Витальевич
Илья Витальевич Бару (27 апреля 1917 — май 1995, Москва, Россия) — советский спортивный журналист. Специализировался на футбольной тематике.

## Биография
Родился 27 апреля 1917 года в Петрограде (по другим данным — в Ростове-на-Дону).

### Спортивная журналистика
Первая футбольная заметка Бару была опубликована в 1929 году в ленинградском спортивном издании «Спартак», когда её автору было только 12 лет. С середины 1930-х писал о спорте в газетах «Красный спорт» (позже — «Советский спорт»), «Московский комсомолец», журнале «Физкультура и спорт».
С 1960 года являлся одним из постоянных авторов еженедельника «Футбол» (позже — «Футбол-Хоккей»).
Кроме того, сотрудничал с журналами «Юность», «Спортивные игры», «Спортивная жизнь России», «Легкая атлетика».

По воспоминаниям коллег, тяготел к очеркистике и публицистике.
«Илья Витальевич необычайно чувствителен к несправедливостям и нарушениям норм товарищества, в игре он выше всего ставит честность, его занимают не столько тактические варианты и турнирная таблица, сколько люди. У него немало друзей в футбольном мире, они выбраны им с разборчивостью, лишь те, кто отвечает его представлению о стоящем, приличном человеке». Лев Филатов, главный редактор еженедельника «Футбол-Хоккей». 
Обладал узнаваемым, авторским стилем. Однажды при верстке материала, написанного Бару для еженедельника «Футбол-Хоккей», выпала его фамилия, после чего редакция получила десятки писем от читателей, узнавших автора даже без подписи.
Составитель книг «Год больших событий» (М.: — «Физкультура и спорт», 1959. 317 с.), «Год Олимпийский. 1960. Скво-Вэлли — Рим» (М. — «Физкультура и спорт», 1961. 248 с.)
В одной из заметок признавался, что является болельщиком московского «Спартака».

### Великая Отечественная война
Был призван в армию в октябре 1941 года Сокольническим райвоенкоматом г. Москвы. Начал службу на Западном фронте корреспондентом газеты Военно-воздушных сил Красной Армии «Сталинский сокол». Совершал боевые вылеты в качестве штурмана на бомбардировщиках. Затем работал корреспондентом газеты «Красный флот» по Балтийскому и Черноморскому флотам.
Участвовал в освобождении Софии, Белграда, взятии Берлина. В качестве журналиста присутствовал 2 сентября 1945 года на борту американского линкора «Миссури» при подписании капитуляции Японии. Закончил войну старшим лейтенантом.
Награждён орденами Отечественной войны I степени (14 сентября 1945) и II степени (8 июня 1944), медалями «За победу над Германией в Великой Отечественной войне 1941—1945 гг.», «За победу над Японией», «За оборону Ленинграда», «За оборону Москвы», «За взятие Берлина».
В наградном листе к ордену Отечественной войны I степени писалось, что «тов. Бару талантливый военный журналист, специализировавшийся главным образом на авиационной тематике. Неоднократно участвовал в боевых операциях Балтийской авиации. В течение всей войны работал в действующих частях Красной Армии и флота».
В 1943 году написал пьесу о блокаде Ленинграда «Земля подтверждает» (в соавторстве с Захаром Аграненко), поставленную в театре Краснознаменного Балтийского флота. Фронтовой очерк Бару «Корабли идут к Тейкарсаари» был опубликован в сборнике «Балтийцы», вышедшем в Военном издательстве Министерства обороны СССР в 1955 году.

### Последние годы
Несмотря на почти 50-летний стаж работы в журналистике, Бару имел проблемы с оформлением пенсии, так как, по воспоминаниям его коллеги Владимир Пахомова, «никогда не состоял или состоял очень недолго в штате какой-либо редакции».
В 1980-е годы вел крайне бедную жизнь. Ему финансово помогали бывшие коллеги и футболисты-ветераны «Спартака», особенно Игорь Нетто.
Как и многие бывшие фронтовики, злоупотреблял алкоголем. Тренер ЦСКА и сборной СССР по хоккею Анатолий Владимирович Тарасов называл Бару «Сизый нос».
Скончался в мае 1995 года в Москве. Точная дата смерти неизвестна.